# Herbert Friedman
Herbert Friedman (New York, 21 juni 1916 – Arlington (Virginia), 9 september 2000) was een Amerikaans astrofysicus op gebied van sondeerraketten. In 1949 ontdekte hij dat de zon een sterke bron van UV- en röntgenstraling is.

## Biografie
Friedman werd geboren in het New Yorkse stadsdeel Brooklyn, als tweede van drie kinderen van Samuel Friedman en Rebecca Selingson. Zijn vader was een orthodox jood die een succesvolle lijstenmakerij runde in Manhattan. Zijn moeder was afkomstig uit Oost-Europa. Friedman groeide op als aankomend kunstenaar en verdiende als jonge jongen zijn zakgeld met de verkoop van zijn sketches.
In 1932 betrad hij het Brooklyn College met kunst als hoofdvak, maar verliet de school met een bachelordiploma natuurkunde. Tijdens zijn studie werd hij beïnvloed door zijn eerste natuurkundedocent, dr. Bernhard Kurrelmeyer, die hem uiteindelijk ook hielp om toegelaten te worden tot de Johns Hopkins-universiteit. In 1940 promoveerde hij aan deze universiteit.
Vanaf 1941 en ook nog na de oorlog was hij werkzaam in het Naval Research Laboratory (NRL), het onderzoekscentrum van de Amerikaanse marine. Eerst als leider van de elektronenoptica-afdeling, vanaf 1958 in de astrofysica en het ruimtevaartonderzoek. Van 1963 tot 1980 was hij hoofdwetenschapper bij het E.O. Hulburt Center for Space Research, waar hij ook na zijn pensionering in 1980 aanbleef. Daarnaast was hij van 1966 tot 1969 gasthoogleraar aan de Yale-universiteit.

## Werk
Zijn gehele wetenschappelijk carrière was Friedman verbonden aan het NRL waar hij zich aanvankelijk bezighield met röntgenanalyse. Later kwam zijn aandacht meer en meer te liggen in de röntgenastronomie. Omdat de aardatmosfeer röntgenstraling absorbeert kan alleen vanuit de ruimte hier onderzoek naar gedaan worden. Met behulp van in nazi-Duitsland buitgemaakte V2-raketten werden suborbitale ruimtevluchten gemaakt waarbij in de neus van de raket een röntgendetector was gemonteerd. Op deze wijze wist hij in 1949 als eerste aan te tonen dat de corona van de zon röntgenstraling uitzendt.
Naast zijn werk bij het NRL was hij panellid in president Nixons "Science Advisory Committee", de "General Advisory Committee" van de Atomic Energy Commission (AEC) en de "Space Science and Govering Boards" van de National Academy of Sciences (NAS).

## Erkenning
Voor zijn werk werd Friedman vele malen onderscheiden, waaronder met de Eddington Medal (1964) van de Royal Astronomical Society, de National Medal of Science (1968), de Albert A. Michelson Medal (1972) van het Franklin Instituut en de Henry Norris Lecturship (1983) van de American Astronomical Society. In 1987 kreeg hij samen met Bruno Rossi en Riccardo Giacconi de Wolfprijs voor de Natuurkunde.